# Ametria
Ametria é uma banda polonesa de nu metal formada em 1993 na cidade de Varsóvia.

## Início (1993-1998)
- A banda foi formada em 1993.
- Seu primeiro sucesso veio em 1998 no 13º Festival Primavera Musical de Piastowska. Eles receberam o primeiro lugar concedido por Marek Wiernik e Artur Orzech.

## Tattoo (1998-2001)
- Depois de vencer a competição, a banda encontrou uma gravadora para seu álbum de estreia, "Tattoo", lançado pela gravadora MIL.
- A música de "Tattoo" é uma versão moderna do heavy rock, influenciada pela fascinação da banda por gêneros como hardcore, rock metal e hip-hop.
- O álbum incluiu 11 faixas - nove em inglês e duas interlúdios humorísticos, "Pszczółka Maja" (A abelha Maia) e "Czterej Pancerni" (Quatro Tankistas).
- As músicas deste álbum tocaram frequentemente no rádio e lideraram as paradas em programas da Radiostacja, Trójka Polskiego Radia e outros.
- O videoclipe de "Radio Sinner" apareceu na Atomic TV, Viva Polska e várias outras estações de televisão.
- "Tattoo" recebeu muitas críticas positivas em revistas como "Brum", Tylko Rock e Metal Hammer.
- Um momento decisivo na história do AmetriA aconteceu em 2001, quando conheceram Tomek Lipnicki, ex-vocalista das bandas Illusion e Acid Drinkers, e atualmente guitarrista e vocalista do Lipali.
- Tomek Lipnicki concordou em fornecer vocais convidados na música "Każdy z nas" (Todos Nós). Durante esse tempo, a banda também começou a colaborar com uma nova gravadora, a New Project Production. O resultado foi o lançamento da música na coletânea "Plaga Rock" (Praga do Rock), ao lado de estrelas como Anja Orthodox, Marek Raduli, Wojciech Pilichowski e Andrzej Nowak do TSA.
- No Natal de 2001, o AmetriA preparou um presente para seus fãs que anteriormente não conseguiam obter seu primeiro álbum, "Tattoo". A partir de 24 de dezembro de 2001, todo o álbum estava legalmente disponível para download gratuito em formato MP3 no site do Codzienna Gazeta Muzyczna 30ton, que também serviu como patrono de mídia da banda. No dia em que "Tattoo" foi disponibilizado no portal cgm.pl em formato MP3, um recorde de 12.000 downloads foi registrado na data de estreia.
- No final de 2001, a banda assinou contrato com a gravadora Universal Music Polska. Seus primeiros passos com a gravadora envolveram a coletânea "Nowa Energia" (Nova Energia). Para esta compilação, o AmetriA produziu o videoclipe da música "Zazdrość" (Ciúme), que foi destaque na Viva Polska e permaneceu no topo da parada Viva Rock por seis meses. Infelizmente, devido à falta de interesse na banda da Universal Music Polska, a banda deixou a gravadora e voltou a trabalhar com a New Project Production em 2003. A New Project Production se ofereceu para lançar o novo álbum do AmetriA, "Piątek3nastego" (Sexta-feira 3) em 2004, com distribuição pela EMI Music Poland.

## Piątek3nastego (2003-2005)
- "Piątek3nastego" apresenta 13 faixas e 5 remixes, incluindo dois covers, todos apresentados no estilo característico familiar aos fãs da banda.
- A maioria das músicas são interpretadas em polonês, com duas em inglês. O clima das composições oscila e se mistura em três esferas musicais alternativas: temas de rock-metal e hardcore são dominantes, ocasionalmente acompanhados por uma batida hip-hop. Além disso, o álbum incorpora uma dose significativa de eletrônica, loops, scratches e vários outros elementos.
- O álbum apresenta convidados de destaque da vanguarda da cena alternativa e hip-hop polonesa, incluindo Vienio e Pele (Molesta Ewenement), Tomek "Lipa" Lipnicki (Illusion, Acid Drinkers, Lipali), Funky Filon, DeMonique (Dive 3D), Przemek Witkowski (Hedfirst), Alan Stępień e Piotr Dygasiewicz nos teclados. O próprio Pniak gra com instrumentos de percussão, e Rafał Dziubiński aparece como convidado. Os remixes - pela revista Estrada i Studio foram feitos por músicos independentes.
- O caráter do disco foi fortemente influenciado pelas mudanças de pessoal na banda. Em setembro de 2003, o novo baterista Piotr "Pniaq" Pniak juntou-se à banda. Anteriormente, ele podia ser ouvido em bandas como: Proletaryat, Terytorium, Pain, Sidney Polak, e também é conhecido por sua colaboração com Reni Jusis, Wojtek Pilichowski e muitos outros músicos, bem como com a Orquestra Filarmônica de Łódź. A criação do som do álbum foi empreendida pelo conhecido produtor e especialista no campo do trabalho em estúdio, editor da revista especializada Estrada i Studio Krzysztof Maszota.
- "Piątek3nastego" foi um álbum indicado para o prêmio Fryderyki 2004 na categoria rock/metal ao lado de bandas como TSA, Acid Drinkers, Vader, Behemoth. A música "Hiszpański hicior" do AmetriA ficou por 8 semanas em primeiro lugar na lista da Antyradio, e foi a música que mais tempo permaneceu no topo da lista em 2004. AmetriA também ficou em primeiro lugar na maioria das paradas alternativas em várias estações de rádio. Em agosto de 2005 a banda AmetriA se apresentou no maior festival de música, Woodstock (Polônia) 2005, seu show enérgico e carismático foi muito bem recebido, o que foi uma indicação para o prêmio Złoty Bączek (Girassol Dourado) de 2005 concedido pela Fundação Wielka Orkiestra Świątecznej Pomocy (Grande Orquestra de Caridade de Natal).

## Nowy dzień (2006-2009)
- Em 9 de março de 2009, o novo álbum, "Nowy dzień" (Novo Dia), foi lançado. Ele foi preparado com a nova formação com 5 membros, desde 1º de maio de 2006, a vocalista Marta "Selma" Ciecierska colabora com a banda AmetriA. Este é o quarto vocal da AmetriA, e o primeiro feminino.
- Depois de gravar "Piątek3nastego", o AmetriA continuou a colaborar com o antigo baterista Sylwester "Hator" Łukaszewski, de quem a banda se separou definitivamente no final de julho de 2007. Seu lugar foi ocupado pelo jovem e promissor baterista Rafał Tobiasz.
- Daquele momento em diante, a AmetriA apresentaria quatro vocais no palco. Em fevereiro de 2010, o álbum "Nowy dzień" recebeu uma indicação ao prêmio da indústria fonográfica polonesa Fryderyk na categoria: álbum de heavy metal do ano.

## Kły (2010-2013)
Em 15 de março de 2013, foi lançado o álbum "Kły" (Presas). O álbum contém 13 faixas, incluindo duas faixas bônus, 12 são em polonês, 1 em inglês. As gravações aconteceram no Izabelin Studio com a nova formação: Jakub "Qbx" Łuczak, Piotr "Szczena" Szczęk, Rafał "Tobi" Tobjasz e o novo guitarrista Patryk "Cola" Gumkowski, que se juntou à banda em junho de 2010. Ele também é o autor do design da capa do álbum. Tomek "Lipa" Lipnicki participou como convidado no álbum, apoiando a banda vocalmente na música "Korzenie" (Raízes). As letras e a música do álbum são de autoria da banda, algumas músicas foram escritas pelo ex-membro da banda Arkadiusz "Arekcore" Stępień.

## Integrantes

### Membros atuais
- Jakub "Qbx" Łuczak – guitarra e vocal – Desde 1993
- Piotr "Szczena" Szczęk – baixo e vocal –Desde 1993
- Patryk "Cola" Gumkowski – guitarra – Desde 2020
- Rafał "Tobi" Tobiasz – bateria – Desde 2007

### Ex-membros
- Marta "Selma" Ciecierska – vocal – (2006 a 2011/2012)
- Piotr "Pniaq" Pniak – bateria – (2003 - 2007)
- Łukasz "Hipek" Klinke – bateria – (1993 - 2003)
- Sylwester "Hator" Łukaszewski – bateria – (1993-2007)
- Arkadiusz "Arekcore" Stępień – DJ, guitarra e vocal – (1993 - 2011/2012*)

Participação nas faixas "My Way", "Paltolycho...?" e " Hiszpański Hicior", que muitos pensam ser a Marta, na verdade é a Monika (DeMonique citada mais acima).

## Discografia
Álbuns de estúdio
- 1998: Tattoo
- 2004: Piątek3nastego
- 2009: Nowy dzień

Singles
- 1998: "Radio Sinner" – Tattoo
- 2003: "Zazdrość" – Nowa Energia Vol. 3
- 2004: "Paltolycho...?" – Piątek3nastego
- 2004: "Hiszpański Hicior" – Piątek3nastego
- 2009: "Anioł i diabeł" – Nowy Dzień